# Campeonato Europeo de Tiro al Plato de 2023
El XLVII Campeonato Europeo de Tiro al Plato se celebró en Osijek (Croacia) entre el 8 y el 26 de septiembre de 2023 de  bajo la organización de la Confederación Europea de Tiro (ESC) y la Federación Croata de Tiro Deportivo.
Las competiciones se realizaron en el Campo de Tiro Pampas de la ciudad croata. 
Inicialmente, el campeonato iba a disputarse en la ciudad austríaca de Leobersdorf, pero la federación de ese país canceló la organización del evento.

## Resultados

### Masculino
| Evento          | Oro                                     | Plata                                | Bronce                             |
| --------------- | --------------------------------------- | ------------------------------------ | ---------------------------------- |
| Foso (24.09)    | Giovanni Cernogoraz · Croacia · 48 pts. | Mauro De Filippis · Italia · 47 pts. | Sébastien Guerrero Francia 35 pts. |
| Foso (equipos)  | Reino Unido                             | República Checa                      | Italia                             |
| Skeet (11.09)   | Jarálambos Jalkiadakis · Grecia · 60    | Marlon Attard Malta 54               | Tammaro Cassandro · Italia · 45    |
| Skeet (equipos) | Italia                                  | República Checa                      | Alemania                           |

### Femenino
| Evento          | Oro                                     | Plata                             | Bronce                           |
| --------------- | --------------------------------------- | --------------------------------- | -------------------------------- |
| Foso (24.09)    | Maria Coelho de Barros Portugal 43 pts. | Silvana Stanco · Italia · 38 pts. | Fátima Gálvez · España · 30 pts. |
| Foso (equipos)  | Finlandia                               | Eslovaquia                        | Italia                           |
| Skeet (11.09)   | Danka Barteková · Eslovaquia · 57       | Diana Bacosi · Italia · 56        | Amber Rutter Reino Unido 46      |
| Skeet (equipos) | Italia                                  | Eslovaquia                        | Reino Unido                      |

### Mixto
| Evento                    | Oro                                       | Plata                                              | Bronce                                    |
| ------------------------- | ----------------------------------------- | -------------------------------------------------- | ----------------------------------------- |
| Foso por equipos (25.09)  | Massimo Fabbrizi · Jessica Rossi · Italia | Erik Varga · Zuzana Rehák-Štefečeková · Eslovaquia | Nathan Hales Lucy Hall Reino Unido        |
| Skeet por equipos (12.09) | Ben Llewellin Amber Rutter Reino Unido    | Tomáš Nýdrle · Martina Kučerová · República Checa  | Tammaro Cassandro · Diana Bacosi · Italia |

## Medallero
| Núm. | País            | Oro | Plata | Bronce | Total |
| ---- | --------------- | --- | ----- | ------ | ----- |
| 1    | Italia          | 3   | 3     | 4      | 10    |
| 2    | Reino Unido     | 2   | 0     | 3      | 5     |
| 3    | Eslovaquia      | 1   | 3     | 0      | 4     |
| 4    | Croacia         | 1   | 0     | 0      | 1     |
| 4    | Finlandia       | 1   | 0     | 0      | 1     |
| 4    | Grecia          | 1   | 0     | 0      | 1     |
| 4    | Portugal        | 1   | 0     | 0      | 1     |
| 8    | República Checa | 0   | 3     | 0      | 3     |
| 9    | Malta           | 0   | 1     | 0      | 1     |
| 10   | Alemania        | 0   | 0     | 1      | 1     |
| 10   | España          | 0   | 0     | 1      | 1     |
| 10   | Francia         | 0   | 0     | 1      | 1     |
|      | TOTAL           | 10  | 10    | 10     | 30    |